# Дзьоборилові
Дзьоборилові (Ziphiidae) — родина морських ссавців з підряду дельфіновидих ряду китоподібні. Родина містить 6 сучасних родів і 24 сучасні види. Займають глибоководне середовище існування і мають низьку чисельність, через що мало вивчені. Дзьоборилові — кити середнього розміру, довжиною до 13 м і вагою 11 500 кг. Вони мають характерні довгі та вузькі дзьоби. Ласти відносно невеликі. Спинний плавник невеликий серповидний і розташований досить далеко назад на тілі (далеко за середину). На горлі є до шести коротких борозенок, які сходяться спереду. Колір тіла цих китів у різних видів варіюється від рівномірного коричневого або сірого до контрастних білих плям.

## Характерні риси

### Голова, рило, дихало
Мають витягнуте рило, звужене спереду у дзьоб. 
На голові — жирова подушка утворює опукле «чоло». Під горлом 2-4 борозни, які розходяться задніми кінцями. Півмісячної форми щілина дихала розташована на тімені, ріжками звернена вперед або назад. 

### Плавці
Спинний плавець зміщено в задню половину тіла. Задній край хвостового плавця зазвичай не має серединної виїмки. Поверхня рота шорстка. 

### Зубна система
Зубів угорі немає, внизу лише 1-2 пари зрушені уперед. Тільки в роді тасманових китів буває 19 пар зубів зверху і 28 знизу. Зуби в самок менші, ніж у самців, а часто і зовсім не прорізаються. У зародків і сисунців у яснах приховано до 32 пар рудиментарних зубів.

### Екологія
Дзьоборилі – глибоко й надовго пірнають, харчуючись головоногими молюсками. Після великої дихальної паузи багаторазово дихають роблячи серію дрібних занурень.

## Склад родини
До родини входить 6 сучасних родів. У води Антарктики з них заходять тільки два види, а у води Арктики – один: 
- Плавун (Berardius),
- Пляшконіс (Hyperoodon),
- Indopacetus,
- Дзьоборил (Ziphius),
- Ременезуб (Mesoplodon),
- Tasmacetus.

Систематика родини разом з викопними родами:
Ziphiidae
Incertae sedis
- †Anoplonassa
- †Caviziphius
- †Cetorhynchus
- †Eboroziphius
- †Pelycorhamphus

базальні форми
- †Aporotus
- †Beneziphius
- †Chavinziphius
- †Chimuziphius
- †Choneziphius
- †Dagonodum
- †Globicetus
- †Imocetus
- †Messapicetus
- †Ninoziphius
- †Notoziphius
- †Tusciziphius
- †Ziphirostrum

підродина Berardiinae
- †Archaeoziphius
- Berardius
- †Microberardius

підродина Hyperoodontinae
- †Africanacetus
- †Belemnoziphius
- Hyperoodon
- †Ihlengesi
- Indopacetus
- †Khoikhoicetus
- Mesoplodon
- †Nenga
- †Pterocetus
- †Xhosacetus

підродина Ziphiinae
- †Caviziphius
- †Izikoziphius
- †Nazcacetus
- Tasmacetus
- Ziphius